# Heinz Ehrenfreund
Heinz Ehrenfreund (* 31. Jänner 1942 in Wien; † 27. Juni 1999 in Weistrach) war ein österreichischer Schauspieler und Hörspielsprecher.

## Leben
Ehrenfreund hatte sein erstes Engagement als Schauspieler und Operettenbuffo am Stadttheater Luzern. Er spielte von 1962 bis 1969 am Burgtheater Wien, dessen festes Ensemblemitglied er in diesem Zeitraum war. 1965 trat er dort an der Seite von Attila Hörbiger als junger Maler August Dorn in dem romantischen Zaubermärchen Der Alpenkönig und der Menschenfeind von Ferdinand Raimund auf.
Ab den 1960er-Jahren spielte Ehrenfreund auch in Fernsehrollen. In den 1970er- und 80er-Jahren war er im österreichischen und deutschen Fernsehen mehrfach in Literaturverfilmungen oder in Fernsehbearbeitungen von Theaterstücken zu sehen. Unter der Regie von Oscar Fritz Schuh war Ehrenfreund neben Ruth Niehaus in der Fernsehfassung von Der Tausch von Paul Claudel im Jahr 1969 zu sehen. 1970 spielte er unter der Regie von Helmut Käutner in einer Fernsehinszenierung des Stücks Einladung ins Schloss von Jean Anouilh. Bekannt wurde er 1973 durch den TV-Dreiteiler Der rote Schal nach einem Roman von Wilkie Collins unter der Regie von Wilhelm Semmelroth. Im gleichen Jahr übernahm er den Dumaine in einer Fernsehfassung des Theaterstücks Verlorene Liebesmüh’ von William Shakespeare unter dem Titel Liebe leidet mit Lust. 1975 war er in einer Fernsehfassung des Einakters Komtess Mizzi von Arthur Schnitzler als Professor Windhofer in der Regie von Otto Schenk zu sehen. Außerdem wirkte er 1977 in Verfilmung der Erzählung Brennendes Geheimnis des österreichischen Schriftstellers Stefan Zweig mit. 1983 spielte er für den ORF den Baron Felician von Wergenthin in einer Fernsehfassung von Arthur Schnitzlers Roman Der Weg ins Freie.
Für das ZDF war Ehrenfreund in den populären Fernsehserien Der Kommissar, Derrick, Die Schwarzwaldklinik, Der Alte und Das Traumschiff zu sehen.
Ehrenfreund wirkte in der deutsch-britischen Kinoproduktion Die Akte Odessa (1974) mit und arbeitete auch als Regisseur, u. a. an der Wiener Volksoper, an der er in der Spielzeit 1990/91 das Musical La Cage aux Folles inszenierte. Ehrenfreund machte sich auch als Interpret von Operettenmusik, Couplets und Wiener Liedern einen Namen. In der Spielzeit 1987/88 übernahm er an der Wiener Volksoper die Partie des Gustl von Pottenstein in der Operette Das Land des Lächelns, mit Silvana Dussmann und Nicolai Gedda in den Hauptrollen. Seit 1987 war Ehrenfreund Intendant beim „Musicalsommer Amstetten“.
Ehrenfreund war mit der Schauspielerin Sylvia Manas und danach mit der Opernsängerin und Intendantin des Wiener Stadttheaters Anita Ammersfeld verheiratet. Er starb unerwartet im Alter von 57 Jahren an seinem Heimatort Weistrach an den Folgen eines Herzinfarkts und ist auf dem dortigen Friedhof begraben.

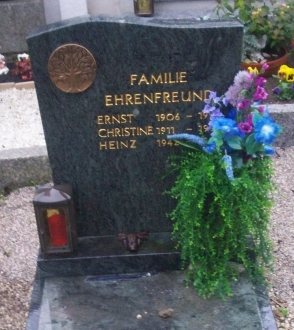
Heinz Ehrenfreunds Grabstätte

## Filmografie
- 1962: Lumpazivagabundus (Theateraufzeichnung / Salzburger Festspiele)
- 1964: Oberinspektor Marek (Fernsehserie, Folge Einvernahme)
- 1965: Der Alpenkönig und der Menschenfeind (Theateraufzeichnung / Burgtheater Wien)
- 1966: Alibi für James (Fernsehfilm)
- 1970: Einladung ins Schloß (Fernsehfilm)
- 1971: Sterben (Fernsehfilm)
- 1971: Der Pfandleiher (Fernsehfilm)
- 1971: Der Kommissar (Fernsehserie, Folge Als die Blumen Trauer trugen)
- 1973: Der rote Schal (Fernseh-Mehrteiler)
- 1974: Die Akte Odessa (The Odessa File)
- 1974: Hallo – Hotel Sacher … Portier! (Fernsehserie, Folge Der Pianist)
- 1975: Tatort: Urlaubsmord (Fernsehreihe)
- 1975: Frankensteins Spukschloß
- 1975: Komtesse Mizzi (Fernsehfilm)
- 1976: Fluchtversuch
- 1976: Jeder stirbt für sich allein
- 1976–1982: Derrick (Fernsehserie, drei Folgen)
- 1976: Kottan ermittelt (Fernsehserie, Folge Hartlgasse 16a)
- 1977: Brennendes Geheimnis (Fernsehfilm)
- 1977: Polizeiinspektion 1 (Fernsehserie, Folge Chloroform für Zwei)
- 1978: Das andere Lächeln (Fernsehfilm)
- 1981: Der Alte (Fernsehserie, Folgen Freispruch, Urlaub aus dem Knast)
- 1982: Liebe hat ihre Zeit (Fernsehfilm)
- 1983: Ringstraßenpalais (Fernsehserie, Folge Kein Glück in der Liebe)
- 1985: Die Schwarzwaldklinik (Fernsehserie, Folgen Der Kunstfehler, Die falsche Diagnose)
- 1992: Das Traumschiff – Norwegen (Fernsehreihe)
- 1996: Adieu, mon ami (Fernsehfilm)

## Hörspiele (Auswahl)
- 1962: Johann Nestroy: Der böse Geist Lumpazivagabundus (Hilaris) – Regie: Leopold Lindtberg (Hörspielbearbeitung – ORF Salzburg/SBGF)
- 1963: Richard Beer-Hofmann: Jaakobs Traum (Jaakob) – Regie: Willi Trenk-Trebitsch (Hörspielbearbeitung – HR/NDR/DRS)
- 1967: Henry de Montherlant: Der Zug nach Le Havre (Gillou Sandoval) – Regie: Max Pfeiler (Hörspielbearbeitung – ORF Wien)
- 1967: Werner Riemerschmid: List, Lust und Last (Glaukos, der Sohn) – Regie: Ernst Wolfram Marboe (Hörspiel – ORF Niederösterreich)
- 1967: Franz Werfel: Die vierzig Tage des Musa Dagh (8 Teile) (Enver Pascha) – Regie: Hans Krendlesberger (Hörspielbearbeitung – ORF Wien)
- 1970: Alexander Giese: Bruchlandung (Alexios Niko) – Regie: Hans Krendlesberger (Hörspiel – ORF)
- 1973: Bernd Grashoff: Geschichten vom kleinen Herrn H. (Katzenstein) – Regie: Raoul Wolfgang Schnell (Hörspiel – BR/RB)
- 1974: George Bernard Shaw: Androklus und der Löwe (Der Hauptmann) – Bearbeitung und Regie: Alfred Hartner (Hörspielbearbeitung – ORF Wien)
- 1974: Tennessee Williams: Die Glasmenagerie (Tom) – Bearbeitung und Regie: Alfred Hartner (Hörspielbearbeitung – ORF Salzburg)
- 1975: Alfred de Musset: Fantasio (Fantasio) – Bearbeitung und Regie: Ernst Wolfram Marboe (Hörspielbearbeitung  – ORF Niederösterreich)
- 1975: Oscar Wilde: Bunbury (John Worthing) – Bearbeitung und Regie: Klaus Gmeiner (Hörspielbearbeitung – ORF Salzburg/SFB)
- 1978: Jean Baptiste Molière: Die Schule der Ehemänner (Valere) – Bearbeitung und Regie: Klaus Gmeiner (Hörspielbearbeitung – ORF Salzburg)
- 1981: Fjodor Michailowitsch Dostojewski: Ein russischer Mönch (Erzählun  aus Die Brüder Karamasow) – Regie: Ferry Bauer (Hörspielbearbeitung – ORF Oberösterreich)
- 1981: Arthur Schnitzler: Der Weg ins Freie (Felician von Wergenthin) – Bearbeitung und Regie: Klaus Gmeiner (Hörspielbearbeitung – ORF Salzburg)
- 1982: Louis-Benoît Picard, Friedrich Schiller: Der Parasit – Regie: Ferry Bauer (Hörspielbearbeitung – ORF Oberösterreich)
- 1982: Harold Pinter: Familienstimmen – Regie: Ferry Bauer (Hörspielbearbeitung – ORF Oberösterreich)
- 1982: Anton Gill: Der Mann, der Shakespeare schrieb – Regie: Ferry Bauer (Original-Hörspiel, Science-Fiction-Hörspiel – ORF Oberösterreich)
- 1983: Jean Baptiste Molière: Der Fliegende Arzt – Regie: Ferry Bauer (Hörspielbearbeitung – ORF Vorarlberg)
- 1983: Franz Molnar: Fasching (Nikolaus) – Bearbeitung und Regie: Klaus Gmeiner (Hörspielbearbeitung – ORF Salzburg)
- 1986: Walter Wippersberg: Federico: Ein Beispiel (Nestares) – Regie: Walter Wippersberg (Originalhörspiel – ORF Oberösterreich/RB)
- 1987: Friedrich Ch. Zauner: Katz im Sack (Student) – Regie: Alfred Pittertschatscher (Hörspiel – ORF Oberösterreich/BR)
- 1987: Walter Wippersberg: Panther & Co: Damals in Afrika oder Opa zieht um (Vater/Erzähler) – Regie: Walter Wippersberg (Originalhörspiel, Kinderhörspiel – ORF Oberösterreich/RIAS Berlin)

Quellen: Ö1-Hörspieldatenbank und ARD-Hörspieldatenbank